# Người Ingush
Người Ingush (/ˈɪŋɡʊʃ/, tiếng Ingush: ГIалгIай, Ghalghaj, phát âm [ˈʁəlʁɑj]) là một dân tộc bản địa Đông Bắc Kavkaz ở vùng Bắc Kavkaz. Họ chủ yếu sinh sống tại Ingushetia, một nước cộng hòa liên bang của Liên bang Nga. Họ được gọi là Vainakh.
Dân số người Ingush thập kỷ 2010 vào khoảng 446 ngàn theo Joshua Project, 460 ngàn theo Thống kê Nga , và 700 ngàn theo Росбалт. Trong đó năm 2010 có khoảng 445 ngàn người sống ở Nga  và cỡ hơn 15 ngàn ở Kazakhstan.
Người Ingush nói tiếng Ingush, một ngôn ngữ trong Ngữ hệ Đông Bắc Kavkaz, và sử dụng bộ chữ Kiril như nhiều dân tộc khác ở Liên bang Nga.
Người Ingush chủ yếu theo Hồi giáo dòng Sunni.